# 19.ª etapa de la Vuelta a España 2024
La 19.ª etapa de la Vuelta a España 2024 tuvo lugar el 6 de septiembre de 2024 y consistió en una etapa escarpada con inicio en la ciudad de Logroño y final en Moncalvillo, un final en alto, sobre un recorrido de 173,5 km. Esta fue ganada por el esloveno Primož Roglič del Red Bull-BORA-hansgrohe y consiguió el liderato.

## Clasificación de la etapa[2]
| Logroño - Moncalvillo | etapa escarpada | (173,5 km) |

| \| Clasificación de la etapa \| Clasificación de la etapa \| Clasificación de la etapa \| Clasificación de la etapa \| Clasificación de la etapa \| \| Ciclista \| Ciclista \| Equipo \| Tiempo \| \| \| ------------------------- \| ------------------------- \| -------------------------- \| ------------------------- \| ------------------------- \| \| 1.º \| Primož Roglič \| Red Bull-Bora-Hansgrohe \| 3 h 54 min 55 s \| \| \| 2.º \| David Gaudu \| Groupama-FDJ \| + 46 s \| \| \| 3.º \| Mattias Skjelmose \| Lidl-Trek \| + 46 s \| \| \| 4.º \| Enric Mas \| Movistar Team \| + 50 s \| \| \| 5.º \| Mikel Landa \| Soudal Quick-Step \| + 57 s \| \| \| 6.º \| Carlos Rodríguez \| Ineos Grenadiers \| + 57 s \| \| \| 7.º \| Edward Dunbar \| Team Jayco AlUla \| + 1 min 01 s \| \| \| 8.º \| Sepp Kuss \| Team Visma \\| Lease a Bike \| + 1 min 01 s \| \| \| 9.º \| Richard Carapaz \| EF Education-EasyPost \| + 1 min 03 s \| \| \| 10.º \| Florian Lipowitz \| Red Bull-Bora-Hansgrohe \| + 1 min 23 s \| \| |                   |                            |                 |
| |                   |                            |                 |
| Fuente: ProCyclingStats |                   |                            |                 |
| Clasificación de la etapa |                   |                            |                 |
| Ciclista | Ciclista          | Equipo                     | Tiempo          |
| 1.º | Primož Roglič     | Red Bull-Bora-Hansgrohe    | 3 h 54 min 55 s |
| 2.º | David Gaudu       | Groupama-FDJ               | + 46 s          |
| 3.º | Mattias Skjelmose | Lidl-Trek                  | + 46 s          |
| 4.º | Enric Mas         | Movistar Team              | + 50 s          |
| 5.º | Mikel Landa       | Soudal Quick-Step          | + 57 s          |
| 6.º | Carlos Rodríguez  | Ineos Grenadiers           | + 57 s          |
| 7.º | Edward Dunbar     | Team Jayco AlUla           | + 1 min 01 s    |
| 8.º | Sepp Kuss         | Team Visma \| Lease a Bike | + 1 min 01 s    |
| 9.º | Richard Carapaz   | EF Education-EasyPost      | + 1 min 03 s    |
| 10.º | Florian Lipowitz  | Red Bull-Bora-Hansgrohe    | + 1 min 23 s    |

## Clasificaciones al final de la etapa

### Clasificación general[3]
| \| Clasificación general \| Clasificación general \| Clasificación general \| Clasificación general \| Clasificación general \| \| Ciclista \| Ciclista \| Equipo \| Tiempo \| \| \| --------------------- \| --------------------- \| -------------------------- \| --------------------- \| --------------------- \| \| 1.º \| Primož Roglič \| Red Bull-Bora-Hansgrohe \| 76 h 43 min 36 s \| \| \| 2.º \| Ben O'Connor \| Decathlon-AG2R La Mondiale \| + 1 min 54 s \| \| \| 3.º \| Enric Mas \| Movistar Team \| + 2 min 20 s \| \| \| 4.º \| Richard Carapaz \| EF Education-EasyPost \| + 2 min 54 s \| \| \| 5.º \| David Gaudu \| Groupama-FDJ \| + 4 min 33 s \| \| \| 6.º \| Mattias Skjelmose \| Lidl-Trek \| + 4 min 47 s \| \| \| 7.º \| Carlos Rodríguez \| Ineos Grenadiers \| + 4 min 55 s \| \| \| 8.º \| Florian Lipowitz \| Red Bull-Bora-Hansgrohe \| + 5 min 55 s \| \| \| 9.º \| Mikel Landa \| Soudal Quick-Step \| + 6 min 40 s \| \| \| 10.º \| Pavel Sivakov \| UAE Team Emirates \| + 7 min 39 s \| \| |                   |                            |                  |
| |                   |                            |                  |
| Fuente: ProCyclingStats |                   |                            |                  |
| Clasificación general |                   |                            |                  |
| Ciclista | Ciclista          | Equipo                     | Tiempo           |
| 1.º | Primož Roglič     | Red Bull-Bora-Hansgrohe    | 76 h 43 min 36 s |
| 2.º | Ben O'Connor      | Decathlon-AG2R La Mondiale | + 1 min 54 s     |
| 3.º | Enric Mas         | Movistar Team              | + 2 min 20 s     |
| 4.º | Richard Carapaz   | EF Education-EasyPost      | + 2 min 54 s     |
| 5.º | David Gaudu       | Groupama-FDJ               | + 4 min 33 s     |
| 6.º | Mattias Skjelmose | Lidl-Trek                  | + 4 min 47 s     |
| 7.º | Carlos Rodríguez  | Ineos Grenadiers           | + 4 min 55 s     |
| 8.º | Florian Lipowitz  | Red Bull-Bora-Hansgrohe    | + 5 min 55 s     |
| 9.º | Mikel Landa       | Soudal Quick-Step          | + 6 min 40 s     |
| 10.º | Pavel Sivakov     | UAE Team Emirates          | + 7 min 39 s     |

### Clasificación por puntos[4]
| Clasificación por puntos | Clasificación por puntos | Clasificación por puntos  | Clasificación por puntos | Clasificación por puntos |
| Ciclista                 | Ciclista                 | Equipo                    | Puntos                   |                          |
| ------------------------ | ------------------------ | ------------------------- | ------------------------ | ------------------------ |
| 1.º                      | Kaden Groves             | Alpecin-Deceuninck        | 226 pts                  |                          |
| 2.º                      | Max Poole                | Team dsm-firmenich PostNL | 118 pts                  |                          |
| 3.º                      | Pablo Castrillo          | Equipo Kern Pharma        | 117 pts                  |                          |
| 4.º                      | Primož Roglič            | Red Bull-Bora-Hansgrohe   | 108 pts                  |                          |
| 5.º                      | Pavel Bittner            | Team dsm-firmenich PostNL | 106 pts                  |                          |
| 6.º                      | Mathias Vacek            | Lidl-Trek                 | 100 pts                  |                          |
| 7.º                      | Marc Soler               | UAE Team Emirates         | 98 pts                   |                          |
| 8.º                      | Harold Tejada            | Astana Qazaqstan Team     | 95 pts                   |                          |
| 9.º                      | Mauro Schmid             | Team Jayco AlUla          | 89 pts                   |                          |
| 10.º                     | Enric Mas                | Movistar Team             | 85 pts                   |                          |

### Clasificación de la montaña[5]
| Clasificación de la montaña | Clasificación de la montaña | Clasificación de la montaña | Clasificación de la montaña | Clasificación de la montaña |
| Ciclista                    | Ciclista                    | Equipo                      | Puntos                      |                             |
| --------------------------- | --------------------------- | --------------------------- | --------------------------- | --------------------------- |
| 1.º                         | Marc Soler                  | UAE Team Emirates           | 57 pts                      |                             |
| 2.º                         | Jay Vine                    | UAE Team Emirates           | 56 pts                      |                             |
| 3.º                         | Pablo Castrillo             | Equipo Kern Pharma          | 37 pts                      |                             |
| 4.º                         | Primož Roglič               | Red Bull-Bora-Hansgrohe     | 28 pts                      |                             |
| 5.º                         | Filippo Zana                | Team Jayco AlUla            | 27 pts                      |                             |
| 6.º                         | Marco Frigo                 | Israel-Premier Tech         | 26 pts                      |                             |
| 7.º                         | Aleksandr Vlásov            | Red Bull-Bora-Hansgrohe     | 25 pts                      |                             |
| 8.º                         | David Gaudu                 | Groupama-FDJ                | 24 pts                      |                             |
| 9.º                         | Adam Yates                  | UAE Team Emirates           | 22 pts                      |                             |
| 10.º                        | Mauro Schmid                | Team Jayco AlUla            | 20 pts                      |                             |

### Clasificación de los jóvenes[6]
| Clasificación del mejor joven | Clasificación del mejor joven | Clasificación del mejor joven | Clasificación del mejor joven | Clasificación del mejor joven |
| Ciclista                      | Ciclista                      | Equipo                        | Tiempo                        |                               |
| ----------------------------- | ----------------------------- | ----------------------------- | ----------------------------- | ----------------------------- |
| 1.º                           | Mattias Skjelmose             | Lidl-Trek                     | 76 h 48 min 23 s              |                               |
| 2.º                           | Carlos Rodríguez              | Ineos Grenadiers              | + 8 s                         |                               |
| 3.º                           | Florian Lipowitz              | Red Bull-Bora-Hansgrohe       | + 1 min 08 s                  |                               |
| 4.º                           | Matthew Riccitello            | Israel-Premier Tech           | + 1 h 08 min 07 s             |                               |
| 5.º                           | Max Poole                     | Team dsm-firmenich PostNL     | + 1 h 20 min 24 s             |                               |
| 6.º                           | Valentin Paret-Peintre        | Decathlon-AG2R La Mondiale    | + 1 h 33 min 52 s             |                               |
| 7.º                           | Giovanni Aleotti              | Red Bull-Bora-Hansgrohe       | + 1 h 42 min 29 s             |                               |
| 8.º                           | Isaac Del Toro                | UAE Team Emirates             | + 1 h 46 min 23 s             |                               |
| 9.º                           | Mauri Vansevenant             | Soudal Quick-Step             | + 1 h 50 min 51 s             |                               |
| 10.º                          | William Junior Lecerf         | Soudal Quick-Step             | + 2 h 00 min 08 s             |                               |

### Clasificación por equipos[7]
| Clasificación por equipos | Clasificación por equipos  | Clasificación por equipos | Clasificación por equipos |
| Equipo                    | Equipo                     | Tiempo                    |                           |
| ------------------------- | -------------------------- | ------------------------- | ------------------------- |
| 1.º                       | UAE Team Emirates          | 229 h 44 min 30 s         |                           |
| 2.º                       | Red Bull-Bora-Hansgrohe    | + 37 min 44 s             |                           |
| 3.º                       | Decathlon-AG2R La Mondiale | + 1 h 25 min 43 s         |                           |
| 4.º                       | Team Visma \| Lease a Bike | + 1 h 36 min 43 s         |                           |
| 5.º                       | Groupama-FDJ               | + 2 h 07 min 05 s         |                           |
| 6.º                       | Soudal Quick-Step          | + 2 h 18 min 21 s         |                           |
| 7.º                       | Lidl-Trek                  | + 2 h 24 min 34 s         |                           |
| 8.º                       | Ineos Grenadiers           | + 2 h 34 min 59 s         |                           |
| 9.º                       | Movistar Team              | + 2 h 45 min 02 s         |                           |
| 10.º                      | Equipo Kern Pharma         | + 2 h 45 min 59 s         |                           |

## Abandonos
Ninguno.